# 사쓰키가오카2역
사쓰키가오카2역(일본어: 五月が丘2駅, さつきがおか2えき 사쓰키가오카니에키[*])은 일본 히로시마현 히로시마시 사에키구에 있는 히로시마 신교통 1호선의 미개통 역이다.
| 1 | ■ 하행 | 이시우치히가시 · 고이우에 · 니시히로시마 방면 |
| 2 | ■ 상행 | 사쓰키가오카1 · 오즈카 · 오바라 · 조라쿠지 · 다카도리 · 가미야스 · 야스히가시 · 비샤몬다이 · 후루이치 · 니시하라 · 후도인마에 · 우시타 · 신하쿠시마 · 조호쿠 · 겐초마에 · 혼도리 방면 |

히로시마 고속 교통의 사쓰키가오카2 역은 섬식 승강장 1면 2선의 구조를 갖춘 고가역이다.

## 개요
아스트램 라인의 니시히로시마 역 연신에 따라 탄생할 예정인 신역. 신역 6 역 중 고이키코엔마에 역 측에서 세어 2 역째.
역은, 이웃 역의 사쓰키가오카1 역과 마찬가지로 5월이 언덕 단지 각부로부터 접근하기 쉽게 단지내의 주요 교차인, 5월이 언덕 1가 교차로에 배치된다.
역명은 가칭이다.

## 인접역
| 히로시마 고속 교통 히로시마 신교통 1호선 | 히로시마 고속 교통 히로시마 신교통 1호선 | 히로시마 고속 교통 히로시마 신교통 1호선 |
| ---------------------------------------- | ---------------------------------------- | ---------------------------------------- |
| 사쓰키가오카1 혼도리 방면                | ■ 아스트램 라인                          | 이시우치히가시 니시히로시마 방면         |